# Atherigona kenyaensis
Atherigona kenyaensis är en tvåvingeart som beskrevs av Deeming 1981. Atherigona kenyaensis ingår i släktet Atherigona och familjen husflugor.
Artens utbredningsområde är Kenya. Inga underarter finns listade i Catalogue of Life.